# Liste des contes d'Andersen
Hans Christian Andersen a écrit cent cinquante-six contes et histoires dont le style, la concision et l'inspiration originale lui ont valu une gloire immédiate dans de nombreux pays.

## Chronologie
1. Le Briquet, 1835
2. Grand Claus et Petit Claus, 1835
3. La Princesse au petit pois, 1835
4. Les Fleurs de la petite Ida, 1835
5. Le Méchant garçon, 1835

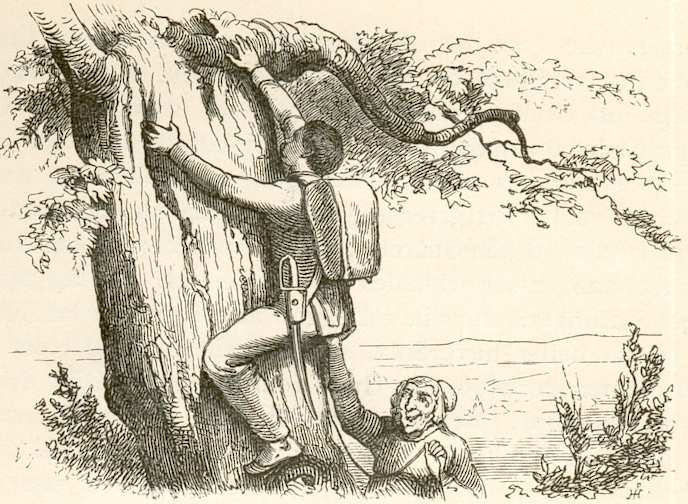
Le Briquet
par Vilhelm Pedersen.

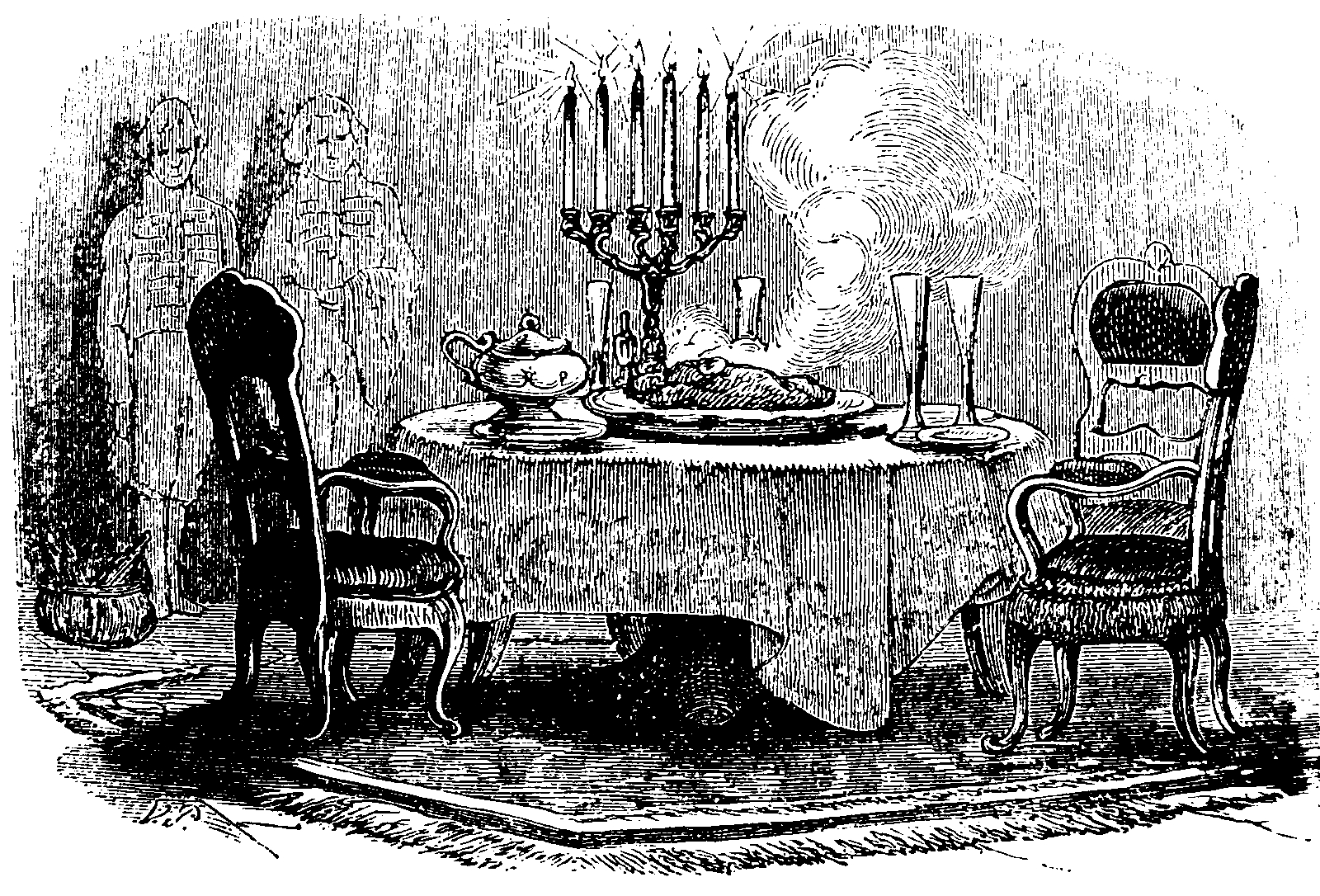
Grand Claus et Petit Claus
par Vilhelm Pedersen.

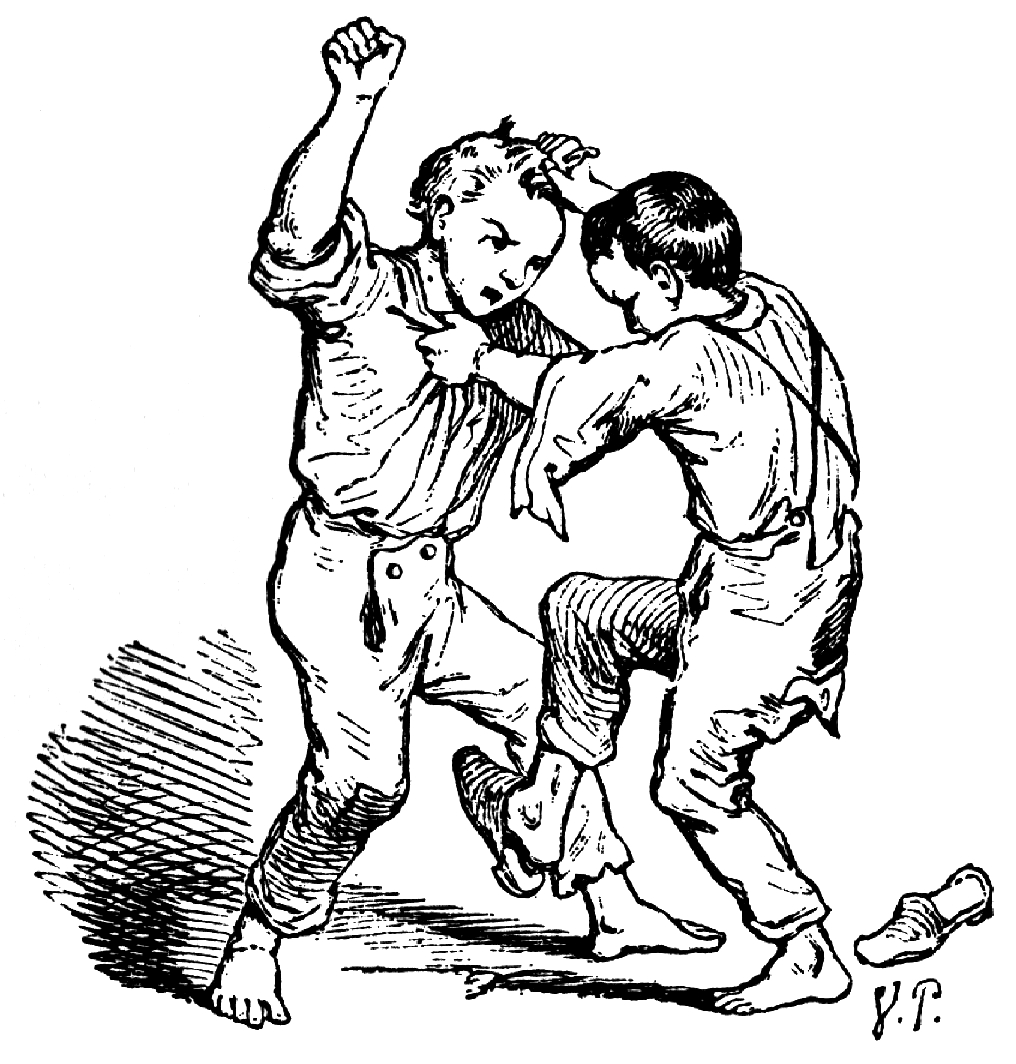
Le Méchant garçon
par Vilhelm Pedersen.

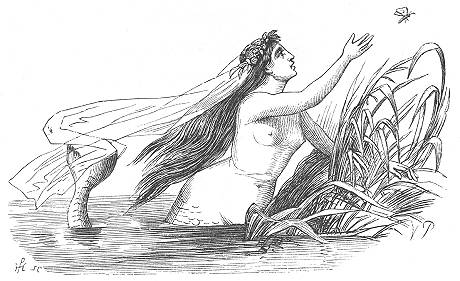
La Petite Sirène
par Vilhelm Pedersen.

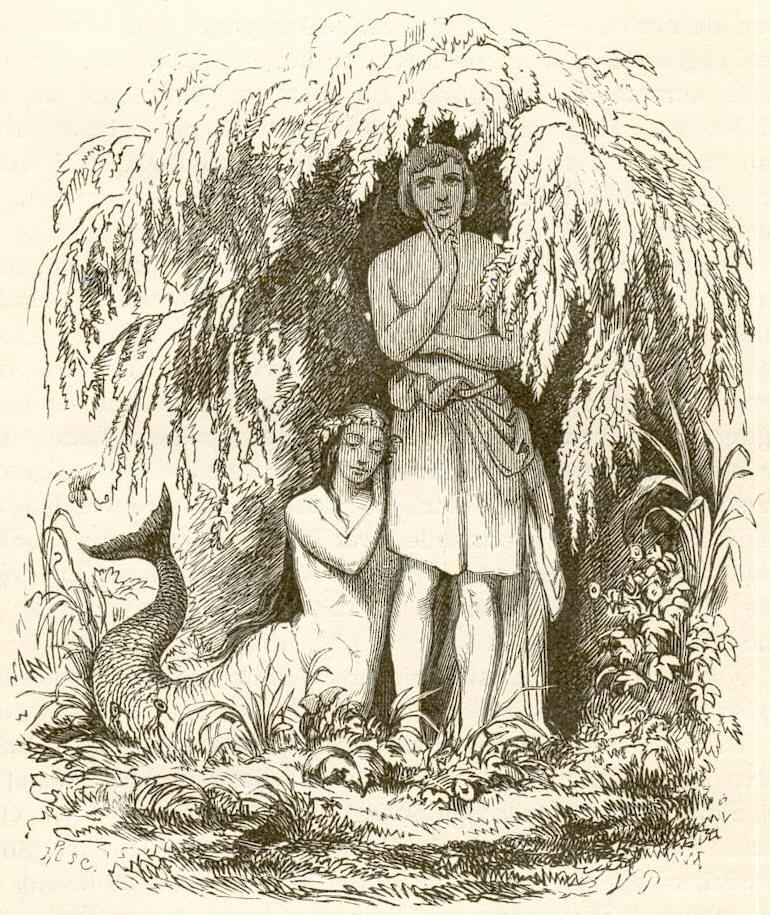
La Petite Sirène
par Vilhelm Pedersen.

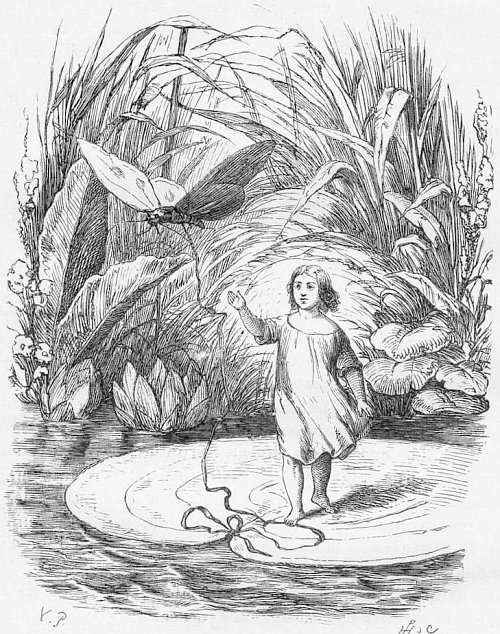
Poucette
par Vilhelm Pedersen.

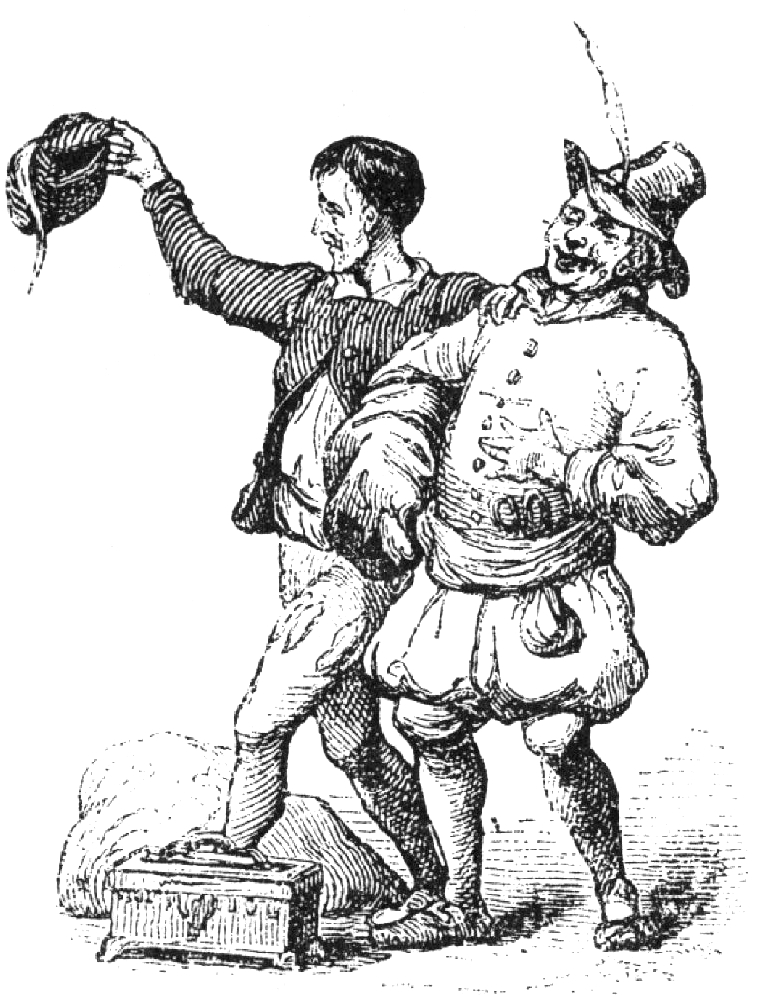
Les Habits neufs
de l'empereur
par Vilhelm Pedersen.

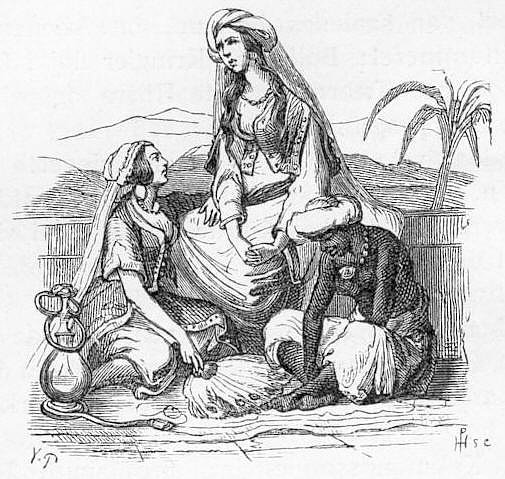
La Malle volante
par Vilhelm Pedersen.

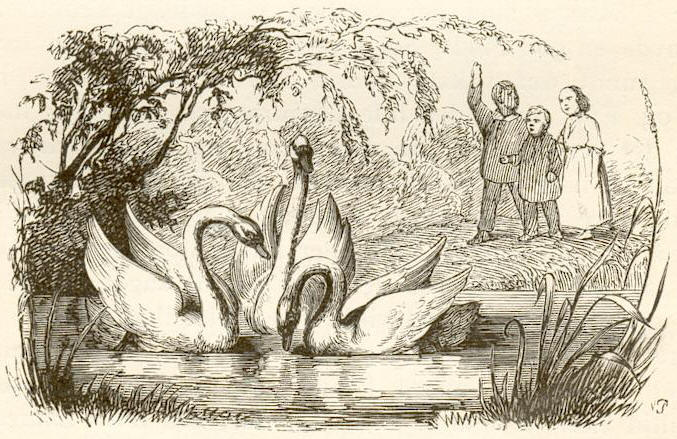
Le Vilain Petit Canard
par Vilhelm Pedersen.

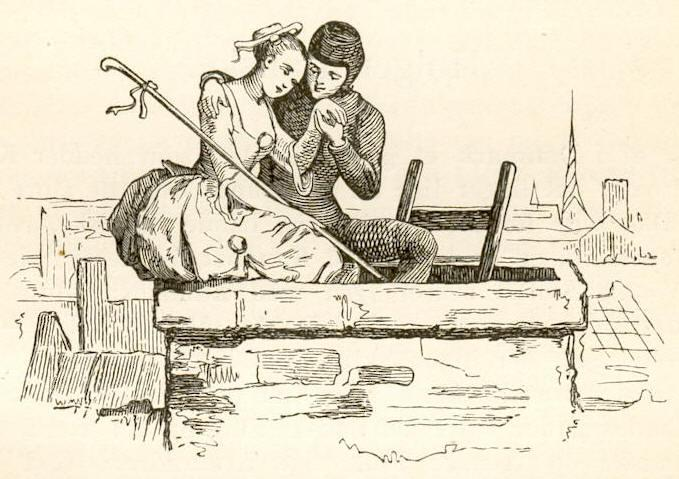
La Bergère
et le Ramoneur
par Vilhelm Pedersen.

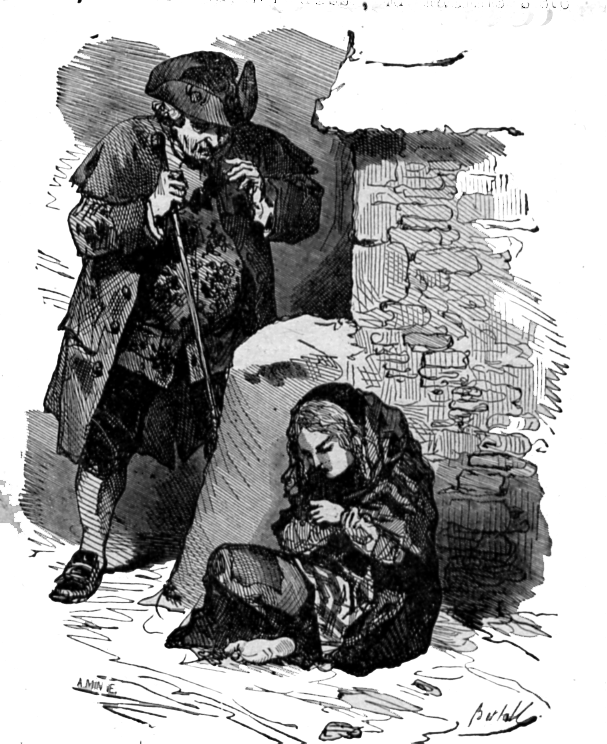
La Petite Fille
aux allumettes
par Bertall.

6. Le Compagnon de voyage (ou Le compagnon de route, Le camarade de route), 1835 -  adaptation cinématographique : Le Compagnon de voyage
7. La Petite Sirène (ou La Petite ondine), 1835
8. Poucette, 1836
9. Les Habits neufs de l'empereur (ou Les Habits neufs du Grand-Duc, Le Costume neuf de l'empereur), 1837
10. Le stoïque Soldat de plomb (ou L'Intrépide Soldat de plomb ou L'Inébranlable soldat de plomb), 1838
11. Les Galoches du bonheur , 1838 - adaptation cinématographique : Les Galoches du bonheur
12. La Pâquerette, 1838
13. Les Cygnes sauvages, 1838
14. Le Jardin du paradis, 1838
15. La Malle volante (ou Le Coffre volant ), 1839
16. Le Garçon porcher, 1839
17. Les Cigognes, 1839
18. Le Sanglier de bronze, 1839
19. Le Méchant prince, 1840
20. Le Pacte d'amitié, 1841
21. Une rose de la tombe d'Homère, 1841
22. Le Blé noir, 1841
23. Le Vilain Petit Canard, 1842
24. Une semaine du petit elfe Ferme-l'Œil (ou Ole Ferme-l'Œil), 1842
25. L'Elfe des roses, 1842
26. Le Rossignol et l'Empereur de Chine (ou Le Rossignol ou Le Rossignol de l'Empereur de Chine), 1843
27. L'Ange, 1843
28. Sycke le Petit Mage (ou Sycke), 1843
29. Les Fiancés, 1843
30. Le Sapin, 1844
31. La Reine des neiges, 1844
32. La Fée du sureau, 1845
33. La Grosse aiguille (ou L'Aiguille à repriser), 1845
34. La Cloche, 1845
35. Grand-mère, 1845
36. La Butte aux elfes, 1845
37. Les Chaussons rouges (ou Les Souliers rouges), 1845
38. Les Sauteurs, 1845
39. La Bergère et le Ramoneur, (dont est tiré le dessin animé Le Roi et l'Oiseau de Paul Grimault et Jacques Prévert), 1845
40. La Petite Fille aux allumettes, 1845
41. Ogier le Danois, 1845
42. Image de Castelvold, 1847
43. D'une fenêtre à Vartou, 1847
44. Le Vieux Réverbère, 1847
45. Les Familles de voisins, 1847
46. Le Petit Tuk, 1847
47. L'Ombre, 1847
48. La Vieille Maison, 1848
49. La Goutte d'eau, 1848
50. L'Heureuse Famille, 1848
51. L'Histoire d'une mère, 1848
52. La Pâquerette, 1848
53. Les Amours d'un faux-col, 1848
54. Le Lin (ou Le Chanvre ?), 1849
55. L'Oiseau Phénix, 1850
56. Une Histoire, 1851
57. Le Montreur de marionnettes, 1851
58. Le Livre muet, 1851 - adaptation cinématographique : Le Livre muet
59. Il y a une différence, 1851
60. La Plus Belle Rose du Monde, 1851
61. La Vieille pierre tombale, 1852
62. L'Histoire de l'année, 1852
63. Au jour suprême, 1852
64. C'est tout à fait sûr (ou C'est la vérité, C'est certainement vrai), 1852
65. Le Nid de cygnes, 1852
66. Un Crève-Cœur, 1853
67. La Bonne Humeur, 1853
68. Chaque chose à sa place, 1853
69. Le Nixe chez l'épicier, 1853
70. Dans des milliers d'années, 1853
71. Sous le saule, 1853
72. Les Cinq d'une cosse de pois, 1853
73. Elle n'était bonne à rien, 1853
74. La Dernière perle, 1854
75. Deux Demoiselles, 1854
76. Une feuille tombée du ciel, 1855
77. À l'extrémité de la mer, 1855
78. La Tirelire, 1855
79. Ib et la petite Christine, 1855
80. Hans le Balourd, 1855
81. Le Chemin épineux de l'honneur, 1856
82. Le Trou de la cloche, 1857
83. La Juive, 1856
84. Le Goulot de la bouteille, 1858
85. La Soupe à la brochette, 1858
86. Le Bonnet de nuit du commis au poivre, 1858
87. Quelque chose, 1858
88. Le Dernier rêve du vieux chêne, 1858
89. L'Abécédaire, 1858
90. La Fille du Roi de la Vase, 1858
91. Les Coureurs, 1858
92. La Pierre philosophale, 1859
93. Le Vent raconte l'histoire de Valdemar Daae et de ses filles, 1859
94. La Petite fille qui marcha sur le pain, 1859
95. Ole, veilleur de la tour, 1859
96. Anne Lisbeth, 1859
97. Papotages d'enfants, 1859
98. Un morceau de collier de perles, 1859
99. La Plume et l'encrier, 1859
100. L'Enfant mourant (ou L'Enfant dans la tombe), 1859
101. Le Coq de poulailler et le coq de girouette, 1859
102. Charmant!, 1859
103. Une histoire de dunes, 1859
104. Deux Frères, 1859
105. Le Jour du déménagement, 1860
106. Douze en voiture de poste, 1861
107. Le Scarabée stercoraire, 1861
108. Ce que fait le père est toujours bien fait (ou Ce que fait le patron est toujours bien fait, ou Ce que fait le vieux est toujours bien fait), 1861
109. L'Homme de neige, 1861
110. Chez les canards, 1861
111. La Muse du nouveau siècle, 1861
112. La Vierge des glaces, 1861
113. Le Papillon, 1861
114. La Psyché, 1861
115. L'Escargot et le rosier, 1862
116. La Pièce d'argent, 1862
117. La Vieille cloche de l'église, 1862
118. Le Perce-neige, 1863
119. La Théière, 1864
120. Les Feux follets sont dans la ville, 1865
121. Le Moulin à vent, 1865
122. L'Évêque de Börglum et son cousin, 1865
123. Dans la chambre d'enfants, 1865
124. L'Orage change les enseignes, 1865
125. Bijou d'or, 1865
126. L'Oiseau du chant populaire, 1865
127. Le Crapaud, 1866
128. Tante, 1866
129. Taire n'est pas oublier, 1866
130. Le Fils du concierge, 1866
131. Peiter, Peter, et Peer, 1867
132. Vænø et Glænø, 1867
133. Les Petits verts, 1868
134. Le Nixe et la patronne, 1868
135. Le Livre d'images de parrain, 1868
136. La Dryade, 1868
137. Les Loques, 1869
138. La Comète, 1869
139. Les Jours de la semaine, 1869
140. Histoires ensoleillées, 1869
141. La Famille de Grethe la basse-courrière, 1870
142. Ce qui est arrivé au chardon, 1870
143. Ce qu'on peut inventer, 1870
144. Le Bonheur peut se trouver dans une baguette, 1870
145. L'Arrière-grand-père, 1870
146. Laquelle fut la plus heureuse ?, 1871
147. Les Lumières, 1871
148. Le Plus Incroyable, 1871
149. Le Jardinier et ses patrons, 1871
150. Ce que disait toute la famille, 1872
151. Danse, danse, ma poupée !, 1872
152. Demandez à la bonne femme d'Amager, 1872
153. Ce que racontait la vieille Jeanne, 1872
154. La Clef du portail (ou La Clef de la porte), 1872
155. L'éclopé (ou L'Invalide), 1872
156. Le Grand serpent de mer, 1872
157. Tante Mal-de-dents (ou Tante Rage-de-dents), 1872-1873
158. Le Pou et le Professeur, 1873

## Titres en danois
1. Fyrtøjet - Le Briquet

2. Lille Claus og store Claus - Grand Claus et Petit Claus

3. Prindsessen paa Ærten - La Princesse au petit pois

4. Den lille Idas Blomster - Les Fleurs de la petite Ida

5. Den uartige dreng - Le Méchant garçon

6. Rejsekammeraten - Le Compagnon de voyage (ou Le Compagnon de route, Le Camarade de route)

7. Den Lille Havfrue - La Petite Sirène

8. Tommelise - Poucette

9. Kejserens nye Klæder - Les Habits neufs de l'empereur

10. Den standhaftige tinsoldat - Le Stoïque Soldat de plomb

11. Lykkens galocher - Les Galoches du bonheur

13. De vilde svaner - Les Cygnes sauvages

14. Paradisets have - Le Jardin du paradis

15. Den flyvende kuffert - La Malle volante (ou Le Coffre volant)

16. Svinedrengen - Le garçon porcher

18. Metalsvinet - Le Sanglier de bronze

21. En Rose fra Homers Grav - Une rose de la tombe d'Homère

23. Den grimme ælling - Le Vilain Petit Canard

24. Ole Lukøje - Une semaine du petit elfe Ferme-l'Œil

26. Nattergalen - Le Rossignol et l'Empereur de Chine

29. Kærestefolkene (ou Toppen og bolden) - Les Fiancés

30. Grantræet - Le Sapin

31. Snedronningen - La Reine des neiges

37.  De røde sko - Les Chaussons rouges (ou Les Souliers rouges)

38. Springfyrene - Les Sauteurs

39. Hyrdinden og skorstensfejeren - La Bergère et le Ramoneur

40. Den Lille Pige med Svovlstikkerne - La Petite Fille aux allumettes

46. Lille Tuk - Le Petit Tuk

58. Den stumme Bog - Le Livre muet

64. Det er ganske vist ! - C'est tout à fait sûr (ou C'est la vérité, C'est certainement vrai)

80. Klods-Hans - Hans le Balourd

108. Hvad fatter gør, det er altid det rigtige - Ce que fait le père est toujours bien fait (ou Ce que fait le patron est toujours bien fait, Ce que fait le vieux est toujours bien fait)

119. Tepotten - La Théière